# Blondie Pienaar
Godfrey Anathore „Blondie” Pienaar (ur. 12 maja 1926, zm. 14 czerwca 2004 w Auckland) – południowoafrykański zapaśnik walczący w stylu wolnym. Olimpijczyk z Helsinek 1952, gdzie zajął ósme miejsce w kategorii do 67 kg.
Złoty medalista igrzysk Imperium Brytyjskiego i Wspólnoty Brytyjskiej w 1954 roku.

## Letnie Igrzyska Olimpijskie 1952
| Konkurencja      | Rundy eliminacyjne | Rundy eliminacyjne  | Rundy eliminacyjne  | Rundy eliminacyjne     | Klas. końcowa |
| Konkurencja      | Przeciwnik I       | Przeciwnik II       | Przeciwnik III      | Przeciwnik IV          | Miejsce       |
| ---------------- | ------------------ | ------------------- | ------------------- | ---------------------- | ------------- |
| 67 kg styl wolny | wolny los Z        | Tevfik Yüce (TUR) P | Paul Besson (SUI) Z | Risto Talosela (FIN) P | 8.            |